# Emanuel Gut/Diskografie
Diese Diskografie ist eine Übersicht über die musikalischen Werke des Schweizer Pop-Sängers Emanuel Gut. Seine erfolgreichste Veröffentlichung ist die Single Single Ladies mit Chartplatzierungen in mehreren europäischen Ländern.

## Alben

### Studioalben mit Remady
| Jahr | Titel                               | Höchstplatzierung, Gesamtwochen, AuszeichnungChartplatzierungen (Jahr, Titel, Platzierungen, Wochen, Auszeichnungen, Anmerkungen) | Höchstplatzierung, Gesamtwochen, AuszeichnungChartplatzierungen (Jahr, Titel, Platzierungen, Wochen, Auszeichnungen, Anmerkungen) | Höchstplatzierung, Gesamtwochen, AuszeichnungChartplatzierungen (Jahr, Titel, Platzierungen, Wochen, Auszeichnungen, Anmerkungen) | Höchstplatzierung, Gesamtwochen, AuszeichnungChartplatzierungen (Jahr, Titel, Platzierungen, Wochen, Auszeichnungen, Anmerkungen) | Anmerkungen                            |
| Jahr | Titel                               | DE | AT | CH | FR | Anmerkungen                            |
| ---- | ----------------------------------- | --- | --- | --- | --- | -------------------------------------- |
| 2012 | The Original                        | — | — | CH5 Gold · (14 Wo.)CH | — | Erstveröffentlichung: 23. März 2012    |
| 2013 | The Original (2K13 Edition)         | — | — | CH3 (12 Wo.)CH | — | Erstveröffentlichung: 22. Februar 2013 |
| 2013 | The Original (2K13 Holiday Edition) | — | — | CH9 (5 Wo.)CH | — | Erstveröffentlichung: 2. August 2013   |
| 2015 | 1+1=3                               | — | — | CH7 (5 Wo.)CH | — | Erstveröffentlichung: 1. Mai 2015      |

### Studioalben mit Myron
| Jahr | Titel           | Höchstplatzierung, Gesamtwochen, AuszeichnungChartplatzierungen (Jahr, Titel, Platzierungen, Wochen, Auszeichnungen, Anmerkungen) | Höchstplatzierung, Gesamtwochen, AuszeichnungChartplatzierungen (Jahr, Titel, Platzierungen, Wochen, Auszeichnungen, Anmerkungen) | Höchstplatzierung, Gesamtwochen, AuszeichnungChartplatzierungen (Jahr, Titel, Platzierungen, Wochen, Auszeichnungen, Anmerkungen) | Höchstplatzierung, Gesamtwochen, AuszeichnungChartplatzierungen (Jahr, Titel, Platzierungen, Wochen, Auszeichnungen, Anmerkungen) | Anmerkungen                            |
| Jahr | Titel           | DE | AT | CH | FR | Anmerkungen                            |
| ---- | --------------- | --- | --- | --- | --- | -------------------------------------- |
| 2008 | On Air          | — | — | CH10 (7 Wo.)CH | — | Erstveröffentlichung: 11. Januar 2008  |
| 2009 | One Step Closer | — | — | CH10 (15 Wo.)CH | — | Erstveröffentlichung: 20. Februar 2009 |
| 2011 | Never Regred    | — | — | CH6 (10 Wo.)CH | — | Erstveröffentlichung: 11. Februar 2011 |

## Singles

### Mit Remady
| Jahr | Titel Album                                                                | Höchstplatzierung, Gesamtwochen, AuszeichnungChartplatzierungen (Jahr, Titel, Album, Platzierungen, Wochen, Auszeichnungen, Anmerkungen) | Höchstplatzierung, Gesamtwochen, AuszeichnungChartplatzierungen (Jahr, Titel, Album, Platzierungen, Wochen, Auszeichnungen, Anmerkungen) | Höchstplatzierung, Gesamtwochen, AuszeichnungChartplatzierungen (Jahr, Titel, Album, Platzierungen, Wochen, Auszeichnungen, Anmerkungen) | Höchstplatzierung, Gesamtwochen, AuszeichnungChartplatzierungen (Jahr, Titel, Album, Platzierungen, Wochen, Auszeichnungen, Anmerkungen) | Anmerkungen                                                                            |
| Jahr | Titel Album                                                                | DE | AT | CH | FR | Anmerkungen                                                                            |
| ---- | -------------------------------------------------------------------------- | --- | --- | --- | --- | -------------------------------------------------------------------------------------- |
| 2009 | No Superstar No Superstar – The Album                                      | — | — | CH5 Gold · (48 Wo.)CH | FR8 (29 Wo.)FR | Erstveröffentlichung: 24. Mai 2009 Remady P&R feat. Manu-L                             |
| 2010 | Give Me a Sign No Superstar – The Album                                    | DE58 (1 Wo.)DE | AT55 (3 Wo.)AT | CH11 Gold · (34 Wo.)CH | FR11 (24 Wo.)FR | Erstveröffentlichung: 3. Mai 2010 Remady feat. Manu-L                                  |
| 2010 | I’m No Superstar No Superstar – The Album                                  | DE74 (3 Wo.)DE | AT61 (3 Wo.)AT | — | — | Erstveröffentlichung: 19. November 2010 Remady feat. Manu-L, Lumidee & Chase Manhattan |
| 2010 | Do It on My Own No Superstar – The Album                                   | — | — | CH28 (14 Wo.)CH | FR12 (9 Wo.)FR | Erstveröffentlichung: 12. Dezember 2010 Remady feat. Manu-L & Craig David              |
| 2011 | Save Your Heart No Superstar – The Album                                   | — | — | CH41 (8 Wo.)CH | FR38 (12 Wo.)FR | Erstveröffentlichung: 10. April 2011 Remady feat. Manu-L                               |
| 2011 | The Way We Are The Original                                                | — | — | CH30 (14 Wo.)CH | FR60 (9 Wo.)FR | Erstveröffentlichung: 19. Juni 2011 Remady feat. Manu-L                                |
| 2012 | Single Ladies The Original                                                 | DE41 (15 Wo.)DE | AT45 (6 Wo.)AT | CH1 ×2Doppelplatin · (33 Wo.)CH | FR83 (9 Wo.)FR | Erstveröffentlichung: 6. März 2012 Remady & Manu-L feat. J-Son                         |
| 2012 | Doing It Right The Original                                                | — | — | CH15 (5 Wo.)CH | — | Erstveröffentlichung: 17. August 2012 Remady & Manu-L feat. Amanda Wilson              |
| 2012 | Higher Ground The Original                                                 | — | — | CH28 (11 Wo.)CH | — | Erstveröffentlichung: 16. November 2012 Remady & Manu-L                                |
| 2013 | Hollywood Ending (2k13 Remix) The Original (2k13 Edition)                  | — | — | CH21 (6 Wo.)CH | — | Erstveröffentlichung: 8. Februar 2013 Remady & Manu-L feat. J-Son                      |
| 2013 | It’s So Easy The Original (2k13 Edition)                                   | — | — | CH18 (1 Wo.)CH | — | Erstveröffentlichung: 22. Februar 2013 Remady & Manu-L                                 |
| 2013 | Somebody Dance with Me 2013 The Original (2k13 Holiday Edition) • Reloaded | DE61 (4 Wo.)DE | — | CH4 (12 Wo.)CH | — | Erstveröffentlichung: 19. April 2013 Remady & Manu-L mit DJ BoBo                       |
| 2013 | Holidays The Original (2k13 Holiday Edition)                               | — | — | CH3 Platin · (19 Wo.)CH | — | Erstveröffentlichung: 31. Mai 2013 Remady & Manu-L                                     |
| 2014 | In My Dreams –                                                             | — | — | CH5 (16 Wo.)CH | — | Erstveröffentlichung: 21. März 2014 mit Remady                                         |
| 2014 | Waiting For 1+1=3                                                          | — | — | CH10 (2 Wo.)CH | — | Erstveröffentlichung: 31. Oktober 2014 Remady & Manu-L                                 |
| 2015 | Livin’ la vida 1+1=3                                                       | — | — | CH46 (1 Wo.)CH | — | Erstveröffentlichung: 24. April 2015 Remady & Manu-L feat. J-Son                       |
| 2015 | Together We Are One (Bring Back the Energy) –                              | — | — | CH11 (6 Wo.)CH | — | Erstveröffentlichung: 14. August 2015 Remady & Manu-L feat. Culcha Candela             |
| 2016 | Another Day in Paradise –                                                  | — | — | CH4 (5 Wo.)CH | — | Original: Phil Collins Erstveröffentlichung: 15. Januar 2016 Remady & Manu-L           |
| 2016 | L.I.F.E. –                                                                 | — | — | CH14 Gold · (13 Wo.)CH | — | Erstveröffentlichung: 4. November 2016 Remady & Manu-L                                 |
| 2017 | Give Me Love –                                                             | — | — | CH33 (2 Wo.)CH | — | Erstveröffentlichung: 16. Juni 2017 Remady & Manu-L                                    |
| 2018 | Back Again –                                                               | — | — | CH92 (1 Wo.)CH | — | Erstveröffentlichung: 20. April 2018 Remady & Manu-L feat. Lyracis                     |
| 2018 | Heaven –                                                                   | — | — | CH82 (1 Wo.)CH | — | Erstveröffentlichung: 24. August 2018 Remady & Manu-L feat. I.GOT.U                    |
| 2020 | IDWK –                                                                     | — | — | CH45 (1 Wo.)CH | — | Erstveröffentlichung: 23. Oktober 2020 Remady & Manu-L                                 |

Weitere Singles
- 2009: Need 2 Say (Remady feat. Manu-L)

### Mit Myron
| Jahr | Titel Album                     | Höchstplatzierung, Gesamtwochen, AuszeichnungChartplatzierungen (Jahr, Titel, Album, Platzierungen, Wochen, Auszeichnungen, Anmerkungen) | Höchstplatzierung, Gesamtwochen, AuszeichnungChartplatzierungen (Jahr, Titel, Album, Platzierungen, Wochen, Auszeichnungen, Anmerkungen) | Höchstplatzierung, Gesamtwochen, AuszeichnungChartplatzierungen (Jahr, Titel, Album, Platzierungen, Wochen, Auszeichnungen, Anmerkungen) | Höchstplatzierung, Gesamtwochen, AuszeichnungChartplatzierungen (Jahr, Titel, Album, Platzierungen, Wochen, Auszeichnungen, Anmerkungen) | Anmerkungen                                                |
| Jahr | Titel Album                     | DE | AT | CH | FR | Anmerkungen                                                |
| ---- | ------------------------------- | --- | --- | --- | --- | ---------------------------------------------------------- |
| 2007 | Say You Want Me On Air          | — | — | CH40 (15 Wo.)CH | — | Erstveröffentlichung: 6. November 2007                     |
| 2009 | One Step Closer                 | — | — | CH9 (23 Wo.)CH | — | Erstveröffentlichung: 13. Februar 2009                     |
| 2009 | Wonderful to Me One Step Closer | DE93 (1 Wo.)DE | — | CH54 (3 Wo.)CH | — | Erstveröffentlichung: 25. September 2009 mit Jenniffer Kae |
| 2011 | If It Ends Never Regret         | — | — | CH35 (7 Wo.)CH | — | Erstveröffentlichung: 25. Januar 2011                      |

Weitere Singles

| Jahr | Titel Album              | Höchstplatzierung, Gesamtwochen, AuszeichnungChartplatzierungen (Jahr, Titel, Album, Platzierungen, Wochen, Auszeichnungen, Anmerkungen) | Höchstplatzierung, Gesamtwochen, AuszeichnungChartplatzierungen (Jahr, Titel, Album, Platzierungen, Wochen, Auszeichnungen, Anmerkungen) | Höchstplatzierung, Gesamtwochen, AuszeichnungChartplatzierungen (Jahr, Titel, Album, Platzierungen, Wochen, Auszeichnungen, Anmerkungen) | Höchstplatzierung, Gesamtwochen, AuszeichnungChartplatzierungen (Jahr, Titel, Album, Platzierungen, Wochen, Auszeichnungen, Anmerkungen) | Anmerkungen                                           |
| Jahr | Titel Album              | DE | AT | CH | FR | Anmerkungen                                           |
| ---- | ------------------------ | --- | --- | --- | --- | ----------------------------------------------------- |
| 2007 | This Time Live In Moscow | — | — | CH45 (9 Wo.)CH | — | Erstveröffentlichung: 23. Februar 2007 mit DJ Antoine |
| 2008 | Underneath 2008          | — | — | CH59 (3 Wo.)CH | — | Erstveröffentlichung: 4. Juli 2008 mit DJ Antoine     |

Weitere Veröffentlichungen
- 2008: I Don’t Care
- 2011: F***** Burn Down (United to Be Famous feat. Manu-L)

## Musikvideos
| Jahr | Lied                          | Regisseur       |
| ---- | ----------------------------- | --------------- |
| 2007 | Say You Want Me               | Jessie Fischer  |
| 2008 | I Don’t Care                  |                 |
| 2009 | One Step Closer               |                 |
| 2009 | Wonderful to Me               |                 |
| 2009 | No Superstar                  | Mathias Nielsen |
| 2010 | Give Me a Sign                | Raphael Ferrer  |
| 2010 | I’m No Superstar              |                 |
| 2010 | Do It On My Own               |                 |
| 2011 | Save Your Heart               | Alexander Meyer |
| 2011 | If It Ends                    | Simon Steuri    |
| 2011 | The Way We Are                | Raphael Ferrer  |
| 2012 | Single Ladies                 | Evan Winter     |
| 2012 | Doing it Right                | Danny Wild      |
| 2012 | Higher Ground                 | Raphael Ferrer  |
| 2013 | Hollywood Ending (2k13 Remix) |                 |

## Statistik

### Chartauswertung
|                     | DE    | AT    | CH    | FR    |
| ------------------- | ----- | ----- | ----- | ----- |
| Nummer-eins-Alben   | DE—DE | AT—AT | CH—CH | FR—FR |
| Top-10-Alben        | DE—DE | AT—AT | CH7CH | FR—FR |
| Alben in den Charts | DE—DE | AT—AT | CH7CH | FR—FR |

|                       | DE    | AT    | CH     | FR    |
| --------------------- | ----- | ----- | ------ | ----- |
| Nummer-eins-Singles   | DE—DE | AT—AT | CH1CH  | FR—FR |
| Top-10-Singles        | DE—DE | AT—AT | CH8CH  | FR1FR |
| Singles in den Charts | DE5DE | AT3AT | CH28CH | FR6FR |

### Auszeichnungen für Musikverkäufe
Anmerkung: Auszeichnungen in Ländern aus den Charttabellen bzw. Chartboxen sind in ebendiesen zu finden.
| Land/RegionAuszeichnungen für Musikverkäufe (Land/Region, Auszeichnungen, Verkäufe, Quellen) | Gold     | Platin     | Verkäufe | Quellen      |
| -------------------------------------------------------------------------------------------- | -------- | ---------- | -------- | ------------ |
| Schweiz (IFPI)                                                                               | 4× Gold4 | 3× Platin3 | 140.000  | hitparade.ch |
| Insgesamt                                                                                    | 4× Gold4 | 3× Platin3 |          |              |